# Burgena constricta
Burgena constricta är en fjärilsart som beskrevs av Rothschild och Jordan 1905. Burgena constricta ingår i släktet Burgena och familjen nattflyn. Inga underarter finns listade i Catalogue of Life.